# Mönchberg
Mönchberg település Németországban, azon belül Bajorországban. Lakosainak száma 2564 fő (2023. december 31.).

## Népesség
A település népessége az elmúlt években az alábbi módon változott:
| Lakosok száma | 1890 | 2291 | 2564 | 2592 | 2610 | 2519 | 2528 | 2562 | 2572 | 2564 |
|               | 1975 | 1987 | 2012 | 2013 | 2014 | 2016 | 2017 | 2019 | 2022 | 2023 |